# Theta Ursae Minoris
Theta Ursae Minoris (15 Ursae Minoris) é uma estrela na direção da constelação de Ursa Minor. Possui uma ascensão reta de 15h 31m 25.05s e uma declinação de +77° 20′ 57.6″. Sua magnitude aparente é igual a 5.00. Considerando sua distância de 832 anos-luz em relação à Terra, sua magnitude absoluta é igual a −2.03. Pertence à classe espectral K5III.